# Winchester 94

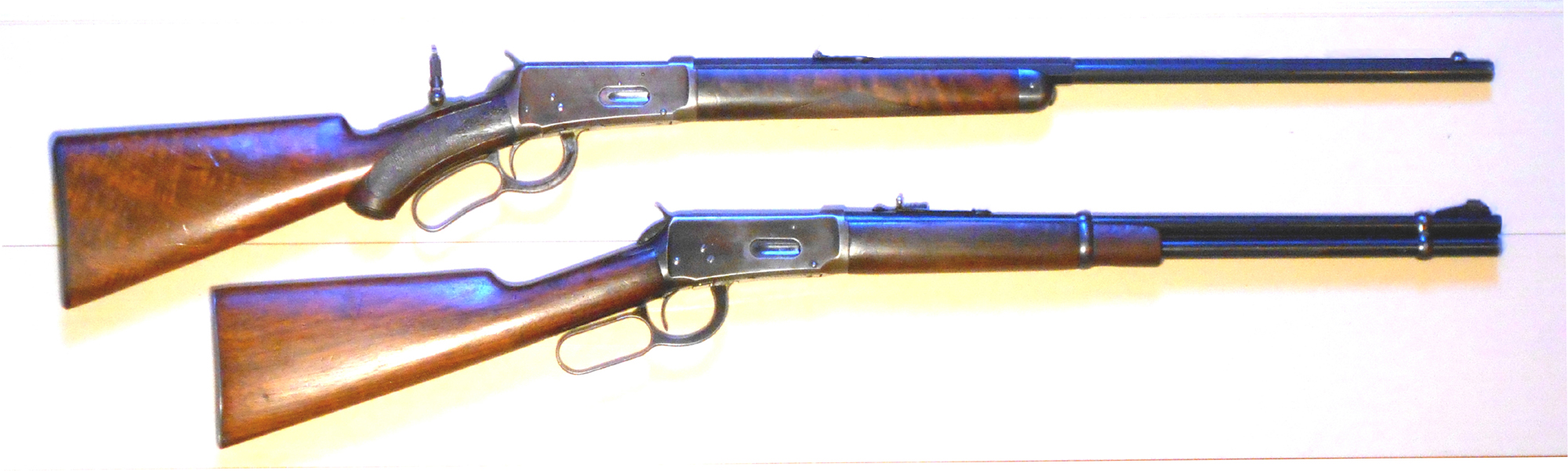
Deux versions de la M94 : une carabine de chasse (haut) et un mousqueton (bas). De 1964 à 1980, une version de la carabine Model 94 a également été vendue par Sears sous le nom de Ted Williams Model 100, dans le cadre de l'accord de marketing de Sears avec Winchester et la star du baseball à la retraite. Modèle Winchester 1894.

La Winchester 94 est une carabine conçue par John Browning et fabriquée par WRA Co de 1894 à 2006 (avant d'être de nouveau commercialisée depuis 2011). Elle fut la première arme d'épaule à avoir tiré le .30-30 WCF. Cette carabine de chasse américaine, pratique et maniable, convainquit de nombreux cow-boys, gauchos et autres Vaqueros. Sa version à canon long eut pour clients de nombreux trappeurs et des amateurs de safaris dont le président américain Theodore Roosevelt. Ainsi, plus de 6 millions de M94 furent vendues de 1894 à 2006.

## Mécanisme
Cette carabine à levier de sous-garde est construite en bois et en acier. L’éjection des douilles se fait par le haut de l’arme ou par la droite (derniers modèles produits). L’arme a été légèrement remaniée en 1964 pour en réduire les coûts de fabrication. La plupart des Modèles 94 ont reçu un canon rond. Les organes de visée sont simples : hausse à crémaillère et guidon à lame. Certains modèles peuvent recevoir une lunette de visée. La plupart sont en acier bleui.

## Les variantes commerciales les plus courantes
Il en exista de nombreuses versions totalisant une production de plus de 7,5 millions de carabines :
- Mle Ranger : Version économique. Crosse lisse en bois dur de qualité moyenne. Peut recevoir une lunette.
- Mle WinTuff : Identique mais boiserie en lamellé-collé.
- Mles Walnut & Walnut Checkered : monture en noyer. Sur la seconde version, le bois est de meilleure qualité et la crosse quadrillée (en écaille).
- Mle Legacy : monture en noyer et crosse demi-pistolet (canon de 61 cm).
- Mle Trapper : monture en noyer et canon court (46 cm en France mais 41 cm aux USA).
- Mle Wrangler : Trapper munie d’un levier de sous-garde large.
- Mle Big Bore : Walnut chambrée en gros calibre (.307 Winchester/.375 Winchester).

## Données numériques des 94 « modernes »
| Modèle                            | Munition                                                    | Longueur | Canon | Masse à vide | Magasin                           |
| --------------------------------- | ----------------------------------------------------------- | -------- | ----- | ------------ | --------------------------------- |
| 94 Traditional/94 Traditional C-W | .30-30 WCF/.32 Win. Spl.                                    | 97 cm    | 51 cm | 2,8 kg       | 6 cartouches                      |
| 94 Trapper/94 Compact Ranger      | .30-30 WCF/.357 Magnum/.44 Magnum/.45 Colt                  | 87 cm    | 41 cm | 2,7 kg       | 5 (.30-30)/9 cartouches (autres)  |
| 94 Trails End                     | .357 Magnum/.44 Magnum/.45 Colt                             | 97 cm    | 51 cm | 2,7 kg       | 11 cartouches                     |
| 94 Ranger                         | .30-30 WCF                                                  | 97 cm    | 51 cm | 2,8 kg       | 6 cartouches                      |
| 94 Timber                         | .444 Marlin/.450 Marlin                                     | 92 cm    | 46 cm | 2,7 kg       | 5 cartouches                      |
| 94 Big Bore                       | .307 Winchester/.356 Winchester/.375 Winchester/.444 Marlin | 97 cm    | 51 cm | 2,9 kg       | 6 cartouches                      |
| 94 Legacy                         | .30-30 WCF/.357 Magnum/.44 Magnum/.45 Colt                  | 107 cm   | 61 cm | 3 kg         | 7 (.30-30)/12 cartouches (autres) |

## Une arme populaire
La Winchester Model 1894 devint rapidement l’arme du western hollywoodien. Peu importe l’année où se passe le film, de nombreux cow-boys, shérifs et autres chasseurs de primes du cinéma ou de la télévision la portent dans leur étui de selle. Elle est ainsi notamment visible dans Viva Maria !, Cent dollars pour un shérif, Une bible et un fusil ou Les Quatre Fils de Katie Elder. Elle est la carabine favorite de l'aventurier Bob Morane, de l'Agent George Crabtree de la police de Toronto et subordonné du Détective Willam Murdoch ou du Shérif Walt Longmire dans la série Longmire, tout en armant de nombreux criminels dans la version TV de L'Agence tous risques (The A-Team).
De même, l'amateur de cinéma hongkongais peut la remarquer aux mains des héros shanghaïens du long métrage Gunmen inspiré à Kirk Wong par Les Incorruptibles de Brian De Palma.

## Une arme de chasse utilisée par l'armée et la police
En tant qu'arme de police, elle figura dans l'arsenal du NYCPD, du Service de police de Toronto ou des Texas Rangers jusqu'en 1950 et même parfois après. 
À l'exportation, la Ninety-Four se retrouva aussi dans les mains des commandos boers (Transvaal) et de nombreux combattants de la révolution mexicaine, des Poilus de la Grande Guerre, et autres Gauchos.

## Sources
Cette notice est issue de la lecture des revues spécialisées et monographies de langue française suivantes :
- J.C ALLADIO, La Winchester, éditions du Guépard, Paris, 1981.
- Y.L. CADIOU, La Légende Winchester, éditions du Portail, 1991.